# Vortex (gra komputerowa)
Vortex – trójwymiarowa strzelanka wyprodukowana przez Argonaut Software i wydana przez Electro Brain na konsole Super Nintendo Entertainment System we wrześniu 1994. Tytuł jest jedną z niewielu gier, które wykorzystują rozszerzone możliwości graficzne koprocesora Super FX GSU-1.

## Rozgrywka
Gracz kieruje eksperymentalnym mechem, nazwanym Morphing Battle System, przez siedem światów należących do Aki-Do Forces. MBS ma cztery tryby działania, co spowodowało spekulacje, że pomysł na grę mógł być zaczerpnięty z niewydanej gry, która miała bazować na serialu animowanym Transformers: Generation 2. W rozmowie z Retro Gamer, programista Michael Wong-Powell potwierdził jednak, że Vortex i Transformers były zupełnie oddzielnymi projektami, z których drugi został anulowany w trakcie.

## Odbiór gry
Electronic Gaming Monthly ocenił grę na 6 na 10. Recenzent uznał, że tempo gry jest powolne, ale też pochwalił unikalny pomysł i duże wyzwanie gry. Trzech recenzentów magazynu GameFan dało grze – odpowiednio – oceny 79%, 72% i 70%.